# Badumna guttipes
Espèce
Synonymes
- Aphyctoschaema guttipes Simon, 1906
- Aphyctoschaema sedula Simon, 1906

Badumna guttipes est une espèce d'araignées aranéomorphes de la famille des Desidae.

## Distribution
Cette espèce est endémique d'Australie. Elle se rencontre au Victoria et en Tasmanie.

## Description
Le mâle holotype mesure 6 mm.

## Publication originale
- Simon, 1906 : Étude sur les araignées de la section des cribellates. Annales de la Société entomologique de Belgique, vol. 50, p. 284-308 (texte intégral).